# Schnepfenaale
Die Schnepfenaale (Nemichthyidae) sind eine Familie der Aalartigen Fische (Anguilliformes). Die Arten der Familie sind großäugig und extrem langgestreckt. Ihr hinteres Körperende ist nicht mehr als die hautüberzogene Verlängerung der Wirbelsäule und der Seitenlinien (Ähnliches gibt es auch in anderen Ordnungen – es hat sich offenbar bewährt beim Erkennen von Fressfeinden "von hinten"). Bis heute sind nur wenige vollständig erhaltene Exemplare bekannt. Bei einem Tier, das unverletzt war, hat man ca. 770 Wirbel gezählt – die höchste Wirbelzahl, die bisher bei einem Tier festgestellt wurde.

## Merkmale
Den Namen Schnepfenaale hat diese Familie daher, dass ihre Vertreter lange, weit gespreizte Kiefer haben, die an die Schnabelform der Schnepfen erinnert. Bis vor kurzem dachte man noch, dass es zwei Gruppen von Schnepfenaalen gibt, eine mit sehr langen, breiten und eine mit sehr kurzen, breiten Kiefern. Heute weiß man aber genau, dass es sich bei den Tieren mit kurzen Kiefern um Männchen und bei den mit langen um Weibchen und um die Jungaale beider Geschlechter handelt. Die Innen- und Außenseite der Kiefer sind mit kleinen, rückwärts gerichteten Zähnen bedeckt, aber nur bis zum Erreichen der Geschlechtsreife. Dann verlieren sie einen Großteil der Zähne und nehmen nur noch wenig Nahrung zu sich. Vermutlich sterben sie nach der Fortpflanzung.
Die Rücken- und Afterflossen erstrecken sich fast über die ganze Länge des Körpers. Offen ist die Frage, wie Schnepfenaale fressen, da die Kiefer nur hinten geschlossen werden können. Die Schnepfenaale konnten gelegentlich aus Tiefseebooten beobachtet werden. Sie nahmen eine senkrechte, kopfabwärts gerichtete Position im Wasser ein, wobei der Körper entweder ruhig gehalten wurde oder leicht hin- und herpendelte.

## Ernährung
Aufgrund des Mageninhalts der wenigen gefangenen Exemplare kann man schließen, dass sich Schnepfenaale vorwiegend von Tiefsee-Garnelen ernähren. Diese Beutetiere haben sehr lange Fühler und Beine (mit ähnlichem Zweck wie der lange Schwanz der Aale). Man nimmt an, dass die Schnepfenaale dadurch zu ihrer Beute kommen, dass sich die Garnelen mit ihren langen Antennen und Beinen an den innen oder außen liegenden Zähnen verfangen. Ähnliches sieht man schon bei Perkarina (Percarina demidoffii, Percidae) mit ihrem „rundum“ bezahnten Unterkiefer (Seeley 1886), an dem die lang- und vielbeinigen Schwebegarnelen (Mysidacea) hängen bleiben.

## Fortpflanzung und Entwicklung
Die Leptocephalus-Larven dieser Familie sind an ihrem ungewöhnlich dünnen Körper und dem langen, fadenförmigen Schwanz leicht zu erkennen. Bei einer Länge von 30 cm wandeln sich die Larven in Jungaale.

## Verbreitung
Schnepfenaale kommen in allen drei Haupt-Weltmeeren (Atlantischer, Pazifischer und Indischer Ozean) in der Tiefsee vor. Sie leben dort im freien Wasser (meso- und bathypelagisch).

## Systematik
Es gibt neun Arten in drei Gattungen:
- Avocettina
  - Avocettina acuticeps (Regan, 1916).
  - Avocettina bowersii (Garman, 1899).
  - Avocettina infans (Günther, 1878).
  - Avocettina paucipora Nielsen & Smith, 1978.
- Labichthys
  - Labichthys carinatus Gill & Ryder, 1883.
  - Labichthys yanoi (Mead & Rubinoff, 1966).
- Nemichthys
  - Nemichthys scolopaceus Richardson, 1848.
  - Nemichthys curvirostris (Strömman, 1896).
  - Nemichthys larseni Nielsen & Smith, 1978.